# Baxter Harris
Baxter Harris (* 18. November 1940 in Columbus, Kansas) ist ein US-amerikanischer Schauspieler in Film, Fernsehen und Theater.

## Leben und Karriere
Sein Filmdebüt gab der 1940 in Columbus im Bundesstaat Kansas geborene Schauspieler 1979 in einer kleinen Rolle in Stuart Rosenbergs Kinoproduktion Amityville Horror. Er selbst trat als Schauspieler in den 1980er und 1990er Jahren auf der Leinwand in kleineren Charakterrollen in meist namhaften Kinofilmen in Erscheinung, wie in dem Gangster-Epos Es war einmal in Amerika von Sergio Leone, in Richard Benjamins Komödie Meerjungfrauen küssen besser, in Oliver Stones JFK – Tatort Dallas, in Martin Brests Oscar-prämiertem Drama Der Duft der Frauen mit Al Pacino, in Wayne Wangs Independentfilm Smoke, in Alan J. Pakulas Thriller Vertrauter Feind oder in Peter Medaks Science-Fiction-Horror Species II.
Neben seiner Tätigkeit beim Film trat er seit 1979 auch in verschiedenen Fernsehfilmen und Episoden von Fernsehserien wie Ryan's Hope, Spenser oder Law & Order auf. 1995 verkörperte er in der Fernsehminiserie Die Langoliers in Tom Hollands Verfilmung von Stephen Kings Roman Langoliers die Rolle des Rudy Warwick.
Darüber hinaus war Baxter Harris während seiner aktiven Darstellerlaufbahn auch immer wieder in Theaterstücken zu sehen.

## Filmografie (Auswahl)

### Kino
- 1979: Amityville Horror (The Amityville Horror)
- 1979: … und Gerechtigkeit für alle (…And Justice for All)
- 1984: Es war einmal in Amerika (Once Upon a Time in America)
- 1990: Meerjungfrauen küssen besser (Mermaids)
- 1991: JFK – Tatort Dallas (JFK)
- 1992: Candyman’s Fluch (Candyman)
- 1992: Der Duft der Frauen (Scent of a Woman)
- 1995: Smoke
- 1996: Wer ist Mr. Cutty? (The Associate)
- 1997: Vertrauter Feind (The Devil's Own)
- 1997: Wieder allein zu Haus (Home Alone 3)
- 1998: Species II

### Fernsehen
- 1979: 3 by Cheever (Fernsehminiserie, 2 Episoden)
- 1980: Ryan's Hope (Fernsehserie, 6 Episoden)
- 1982: CBS Library (Fernsehserie, 1 Episode)
- 1982: Dreams Don't Die (Fernsehfilm)
- 1985: Spenser (Spenser: For Hire) (Fernsehserie, 1 Episode)
- 1990: As the World Turns (Fernsehserie, 1 Episode)
- 1990–1998: Law & Order (Fernsehserie, 3 Episoden)
- 1991: A Marriage: Georgia O’Keeffe and Alfred Stieglitz (Fernsehfilm)
- 1992: A Private Matter (Fernsehfilm)
- 1995: Die Langoliers (The Langoliers) (Fernsehminiserie)